# ブルー・イン・ザ・フェイス
『ブルー・イン・ザ・フェイス』（Blue in the Face）は、ポール・オースターとウェイン・ワンによって監督された映画。「スモーク」の姉妹版にあたる作品と言われている。

## あらすじ
煙草屋オーギー・レンとブルックリンの愉快な仲間たちが繰り広げる愉快な話。

## キャスト
- オーギー・レン - ハーヴェイ・カイテル
- ヴァイオレット - メル・ゴーハム
- 眼鏡の男 - ルー・リード
- ボブ - ジム・ジャームッシュ
- ヴィニー - ヴィクター・アルゴ
- ドット - ロザンヌ・バー
- ジミー・ローズ - ジャレッド・ハリス
- トミー・フィネリ - ジャンカルロ・エスポジート
- 時計売りの男 - マリク・ヨバ
- ピート・マローニー - マイケル・J・フォックス
- 電報配達の女 - マドンナ
- ジャッキー・ロビンソン - キース・デイヴィッド
- ワッフル男 - リリー・トムリン
- 若い女性 - ミラ・ソルヴィノ
- 統計を語る男 - マイケル・バダルコ
- 統計を語る女 - デブラ・ウィルソン
- ダンサー - ル・ポール
- ミュージシャン - ジョン・ルーリー

## スタッフ
- 脚本：ポール・オースター
- 音楽プロデューサー：デヴィッド・バーン

## 関連書籍
- 「スモーク／ブルー・イン・ザ・フェイス」（新潮文庫）：シナリオ本。本作や「スモーク」の原案となった短編「オーギー・レンのクリスマス・ストーリー」も併録。